# Símbolo nabla

El símbolo nabla

Nabla es un símbolo triangular que se asemeja a la letra griega delta invertida: {\displaystyle \nabla } o ∇. El nombre proviene, debido a la forma del símbolo, de la palabra koiné (νάβλα) usada para nombrar al arpa fenicia, y fue sugerido por el enciclopedista William Robertson Smith en una carta de 1870 a Peter Guthrie Tait.
El símbolo nabla está disponible en HTML estándar como &nabla; y en LaTeX como \nabla. En Unicode, es el carácter en punto de código U+2207, o 8711 en la notación del sistema de numeración decimal, en el bloque de los operadores matemáticos.
En la bibliografía en inglés también se denomina del.

## Historia

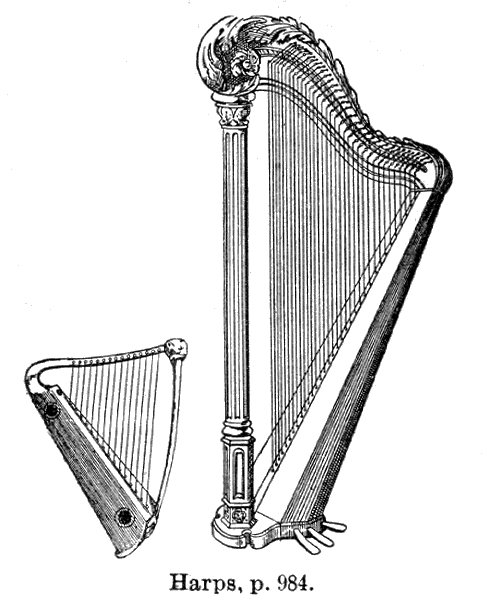
El arpa, el instrumento que da nombre al símbolo nabla

El operador diferencial dado en coordenadas cartesianas {\displaystyle \{x,y,z\}} en el espacio euclídeo tridimensional por
fue introducido en 1837 por el matemático y físico irlandés William Rowan Hamilton, quien lo representó como ◁. (Los vectores unitarios {\displaystyle \{\mathbf {i} ,\mathbf {j} ,\mathbf {k} \}} eran originalmente los vectores unitarios en los cuaterniones de Hamilton). Las matemáticas del operador ∇ recibieron su exposición completa de la mano de Peter Guthrie Tait.
Después de recibir la sugerencia de Smith, Tait y James Clerk Maxwell se refirieron al operador como nabla en su extensa correspondencia privada, aunque la mayoría de estas referencias son de carácter humorístico: Vida y obra científica de Peter Guthrie Tait de C. G. Knott (p. 145):
 Probablemente fue esta renuencia por parte de Maxwell a utilizar el término Nabla en escritos serios, lo que impidió a Tait introducir la palabra antes que él. El único uso publicado de la palabra por Maxwell está en el título de su humorística Oda Tyndallic, que está dedicada al "músico principal de Nabla", es decir, Tait.

William Thomson (Lord Kelvin) introdujo el término a una audiencia estadounidense en una conferencia de 1884, cuyas notas se publicaron en Gran Bretaña y Estados Unidos en 1904.
El nombre es reconocido y criticado por Oliver Heaviside en 1891:

El vector ficticio ∇ dado por
{\displaystyle \nabla =\mathbf {i} \nabla _{1}+\mathbf {j} \nabla _{2}+\mathbf {k} \nabla _{3}=\mathbf {i} {\frac {d}{dx}}+\mathbf {j} {\frac {d}{dy}}+\mathbf {k} {\frac {d}{dz}}}
es muy importante. Las matemáticas físicas son en gran medida las matemáticas de ∇. El nombre nabla parece, por lo tanto, ridículamente ineficiente.
El desarrollo de la versión del cálculo vectorial más popular en la actualidad se les atribuye (de forma independiente) a Heaviside y a Josiah Willard Gibbs.
El influyente texto de 1901 Vector Analysis, escrito por Edwin Bidwell Wilson y basado en las conferencias de Gibbs, defiende el nombre "del":

El símbolo del operador ∇ fue introducido por Sir W. R. Hamilton, y desde entonces ha adquirido un uso universal. Sin embargo, no parece haber ningún nombre universalmente reconocido para él, aunque debido a la frecuente aparición del símbolo, algún nombre es una necesidad práctica. Se ha descubierto por experiencia que el monosílabo "del" es tan corto y fácil de pronunciar que incluso en fórmulas complicadas en las que ∇ aparece varias veces, la repetición no genera inconvenientes para el hablante ni para el oyente. ∇V se lee simplemente como "del V".

Este libro es responsable de la forma en que actualmente se expresan las matemáticas del operador en cuestión, sobre todo en los libros de texto universitarios de física, y especialmente de electrodinámica.

## Usos modernos
La nabla se utiliza en cálculo vectorial como parte de tres operadores diferenciales distintos: gradiente (∇), divergencia (∇⋅) y rotacional (∇×). El último de ellos utiliza el producto vectorial y, por lo tanto, solo tiene sentido en tres dimensiones. Los dos primeros son completamente generales. Todos ellos fueron estudiados originalmente en el contexto de la teoría clásica del electromagnetismo, y los planes de estudio de física de las universidades contemporáneas suelen tratar el material utilizando de forma aproximada los conceptos y la notación que se encuentran en el "Análisis vectorial" de Gibbs y Wilson.
El símbolo también se utiliza en geometría diferencial para indicar una conexión.
Un símbolo con la misma forma, aunque presumiblemente no relacionado temáticamente, aparece en otras áreas, como por ejemplo:
- Como la relación todos, particularmente en retículos.
- Como el operador de diferencia hacia atrás, en el cálculo de diferencias finitas.
- Como operador de ampliación, un operador que permite que el análisis estático de programas finalice en un tiempo finito, en el campo de las ciencias de la computación de interpretación abstracta.
- Como marcador de definición de función y autorreferencia (recursión) en el lenguaje de programación APL.
- Como indicador de indeterminación en lógica filosófica.[15]
- En arquitectura naval (diseño de buques), para designar el volumen de desplazamiento de un buque o cualquier otra embarcación marítima; el delta gráficamente similar se utiliza para designar el desplazamiento de peso (el peso total del agua desplazada por el barco). Por lo tanto {\displaystyle \nabla =\Delta /\rho }, donde {\displaystyle \rho } es la densidad del agua de mar.